# Reichszeugmeisterei

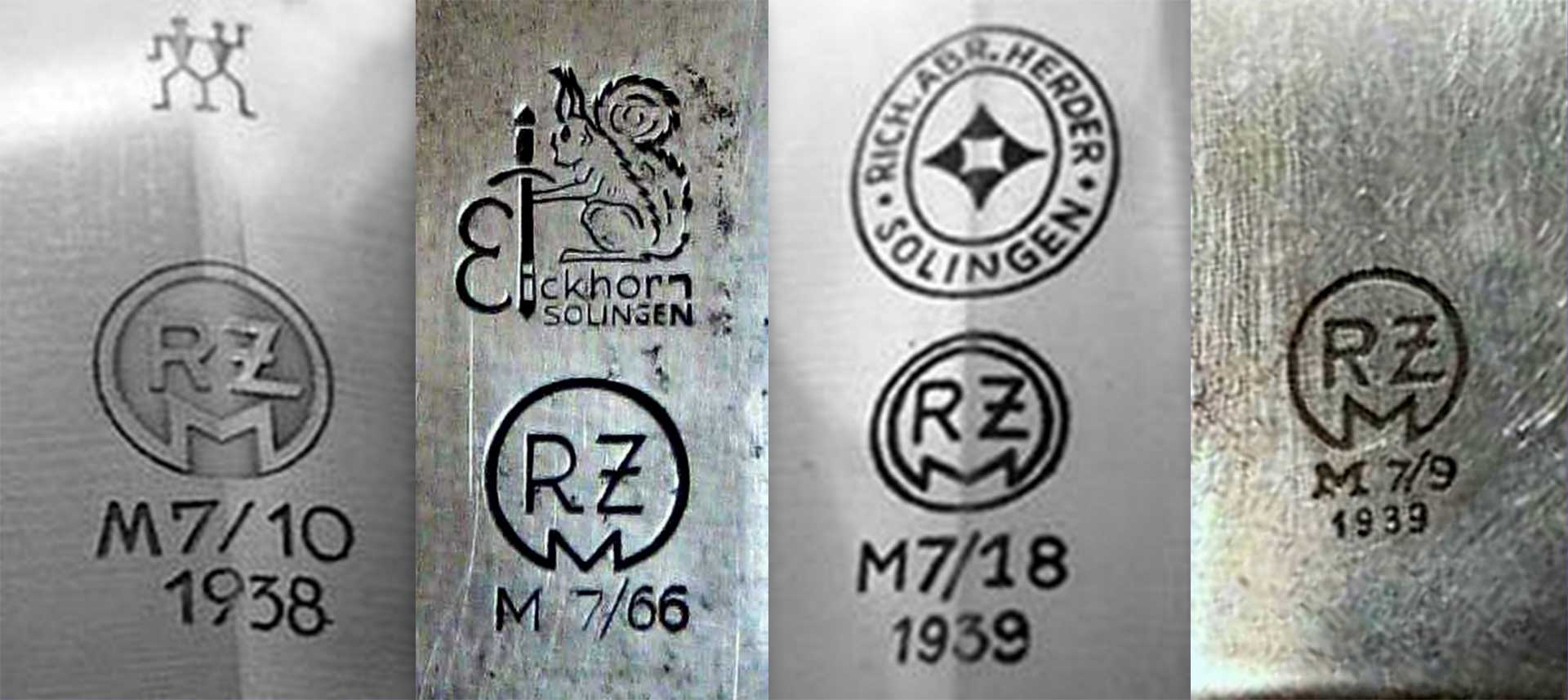
Prägungen der RZM und verschiedener Solinger Schneidwarenhersteller auf dem HJ-Fahrtenmesser

Die Reichszeugmeisterei (RZM) in München war die erste und später oberste aller „Zeugmeistereien“ der Nationalsozialisten.

## Aufgaben und Organisation
Bereits 1925 schrieb Adolf Hitler in seinen „Richtlinien zur Neuaufstellung von NSDAP und SA“ das einheitliche Tragen des Braunhemdes als verbindlich vor, um damit Erkennungsproblemen bei den üblichen Straßenkämpfen in der Weimarer Republik vorzubeugen. 1927 kamen zur Uniformierung braune Mützen und farbige Uniformabzeichen hinzu, die ab 1926/1927 ausschließlich über die Münchner „SA-Wirtschaftsstelle“ beschafft werden durften.
Aufgrund der zunehmend größer werdenden Anhängerschaft beauftragte Hitler 1928 die Führung der SA mit dem Aufbau einer „Zeugmeisterei“ in München, die als zentrale Versorgungsstelle den Bedarf an Uniformen, Uniformteilen und anderen Ausrüstungsgegenständen sicherstellen sollte. Auch in anderen Großstädten wurden Zeugmeistereien eingerichtet. Die Koordinierungsaufgabe über alle Zeugmeistereien wurde der Münchner Institution übertragen, was ihr die Bezeichnung „Reichszeugmeisterei“ einbrachte. Am 1. Januar 1929 wurde Richard Büchner zum „Reichszeugmeister“ bestellt. Nach Büchners Tod übernahm Anfang Mai 1941 Wilhelm Helfer dieses Amt.

Etiketten der RZM für amtlich zugelassene Ausrüstungsteile (von HJ/DJ)

1930 wurden die Zeugmeistereien dem Reichsschatzmeister der NSDAP, Franz Xaver Schwarz, unterstellt. Das bereits 1933 geplante Lizenzvergabemonopol der Reichszeugmeisterei für Hersteller und Händler wurde 1934 durch die Verabschiedung des Heimtückegesetzes gesichert, und die Institution wurde zugleich zum Hauptamt VIII des Beschaffungsamtes der NSDAP. Nur hier durften nun alle Beschaffungsvorhaben für Uniformen und Ausstattungsgegenstände der verschiedenen Parteigliederungen und verbundenen Organisationen koordiniert werden. Die Institution legte die Normen für Gestaltung, Herstellung und Qualität fest und gab in diesem Zusammenhang auch eine verbindliche Farbtafel für die Textilien heraus. Der Erwerb der Lizenzen für Unternehmer war kostenpflichtig. Bereits Mitte 1934 gab es reichsweit rund 15.000 berechtigte Fabrik- und Handwerksbetriebe, 1.500 Straßenhändler, 75.000 Schneidermeister und 15.000 Verkaufsstellen, sogenannte „braune Läden“. Alle Ausrüstungsteile mussten sichtbar mit dem „Schutzzeichen der Reichszeugmeisterei der NSDAP“ und der individuell zugewiesenen RZM-Nummer versehen werden. Diese enthielt grundsätzlich kodierte Angaben über die Textilbranche, die Warengruppe sowie die Herstellernummer und das Produktionsjahr. Die Erprobung der Gegenstände erfolgte zunächst durch deutsche Kriegsveteranen und -versehrte aus dem Ersten Weltkrieg, später während des Zweiten Weltkriegs auch durch Kriegsgefangene. Zum Teil erfolgte in München auch die Lagerung und der Versand der Artikel.

## Dienstgebäude

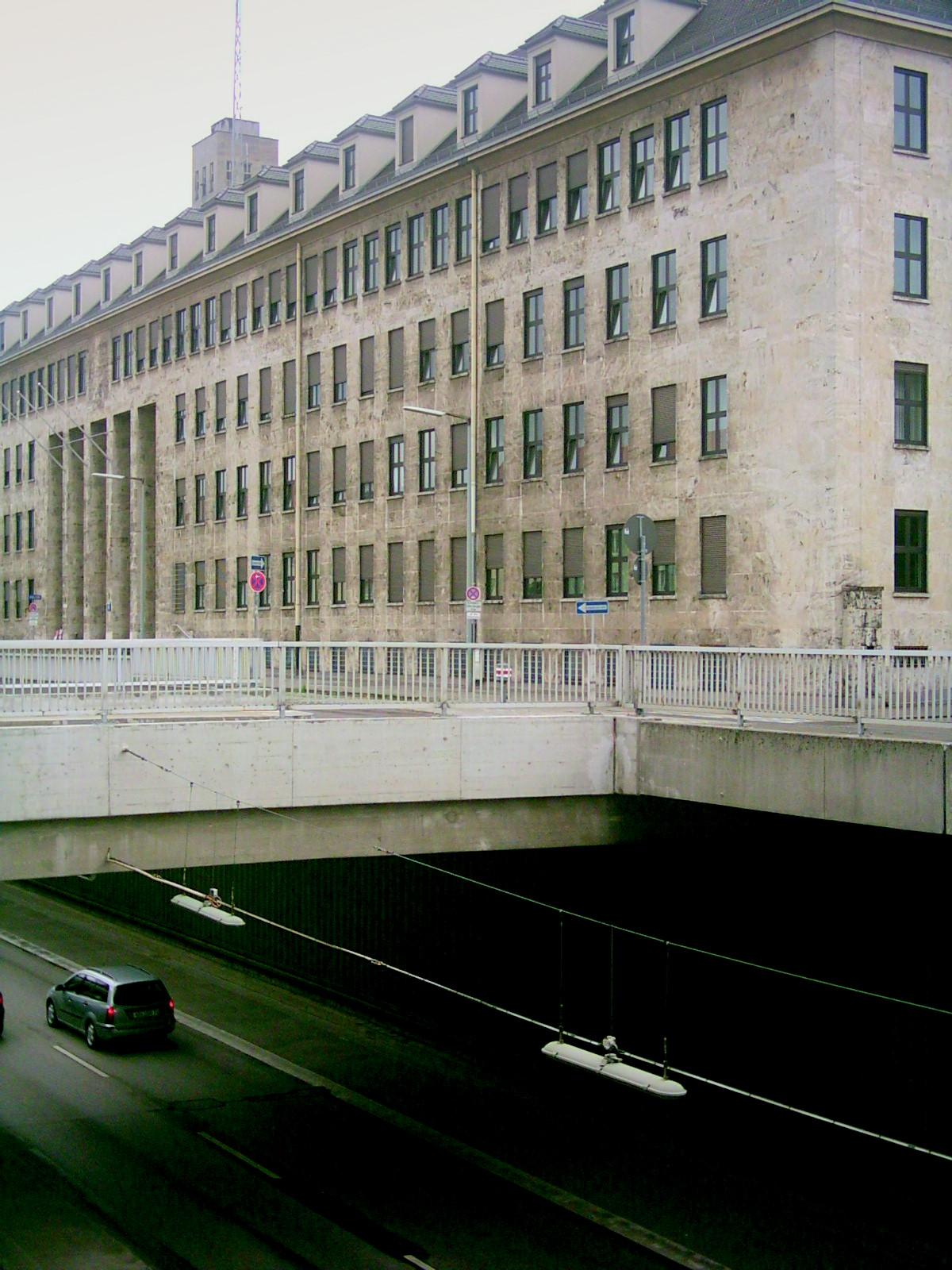
Ehemaliges Dienstgebäude der Reichszeugmeisterei

1934 erwarb die NSDAP das Betriebsgelände der früheren „Wagen- und Maschinenfabrik Gebr. Beissbarth OHG“ von der Bayerischen Hypotheken- und Wechselbank. Im „Neuen Stadtteil“ wurden die Münchner Architekten Paul Hofer und Karl Johann Fischer mit der Bauplanung des Hauptgebäudes für die Reichszeugmeisterei beauftragt. Diese entwarfen den monumentalen Bau als eines der deutschlandweit ersten Gebäude in Stahlskelettbauweise. Bauherr war die Reichsleitung der NSDAP und die Oberbauleitung hatte Josef Heldmann. 1935 erfolgte der Baubeginn, die weitestgehende Fertigstellung 1937. In der Umgebung entstanden parallel zahlreiche Unterkunftsgebäude für das Personal der Reichszeugmeisterei. Bis zum Bezug des Hauptbaus agierte die Reichszeugmeisterei an der Schwanthalerstraße und in den Gebäuden der ehemaligen „SA-Wirtschaftsstelle“ an der Tegernseer Landstraße.
Nach Kriegsende übernahmen die US-Streitkräfte das Gebäude mit der späteren Nummer 7 der McGraw-Kaserne. Der mittig über dem Haupteingang angebrachte Reichsadler mit dem Hakenkreuz wurde 1945 demontiert. Seit dem Abzug der US-amerikanischen Truppen aus dem Standort in den 1990er Jahren wird das Gebäude als Außenstelle des Polizeipräsidiums München genutzt.
Das Gebäude der Reichszeugmeisterei ist unter der Nummer D-1-62-000-8589, die ehemalige Wagenhalle auf der anderen Straßenseite unter der Nummer D-1-62-000-8590 in der Bayerischen Denkmalliste eingetragen.